# Arrondissement del dipartimento dell'Ardèche

La posizione dei tre arrondissement nell'Alvernia-Rodano-Alpi dopo il 2017

Gli arrondissement del dipartimento dell'Ardèche, nella regione francese dell'Alvernia-Rodano-Alpi, sono tre: Largentière (capoluogo Largentière), Privas (Privas)  e Tournon-sur-Rhône (Tournon-sur-Rhône).

## Composizione

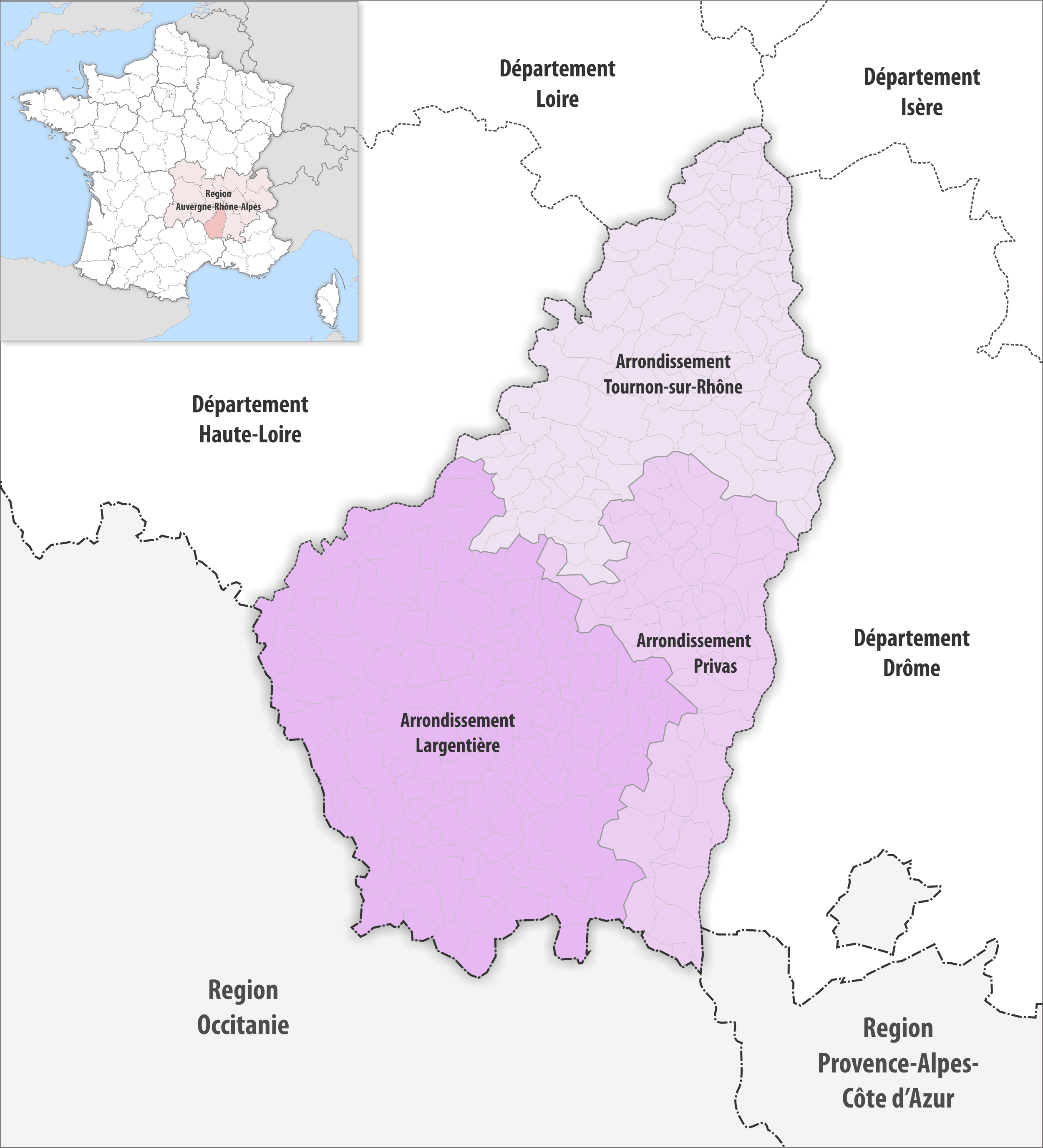
Mappa degli arrondissement del dipartimento dell'Ardèche

| Nome                                | Codice INSEE | N° di comuni | Superficie km2 | Popolazione | Densità (abitanti/km2) |
| ----------------------------------- | ------------ | ------------ | -------------- | ----------- | ---------------------- |
| Arrondissement di Largentière       | 71           | 151          | 2 646,4        | 102 114     | 39                     |
| Arrondissement di Privas            | 72           | 66           | 1 145,5        | 85 364      | 75                     |
| Arrondissement di Tournon-sur-Rhône | 73           | 118          | 1 736,8        | 139 128     | 80                     |
| Dipartimento dell'Ardèche           | 07           | 317          | 5 528,7        | 326 606     | 59                     |

## Storia
- marzo 1790: istituzione del dipartimento dell'Ardèche con sette distretti: Annonay, Aubenas, L'Argentière, Privas, Tournon, Vernoux, Villeneuve de Berg.
- agosto 1790: riorganizzazione in tre distretti: Aubenas, Joyeuse, Tournon.
- 1800: istituzione degli arrondissement di: Privas, L'Argentière, Tournon.
- 2007: con decreto prefettizio, i cantoni di Antraigues-sur-Volane, Aubenas, Vals-les-Bains e di Villeneuve-de-Berg sono distaccati dall'arrondissement di Privas per essere inseriti nell'arrondissement di Largentière.[5]
- 2017: con decreto prefettizio, diciotto comuni cambiano arrondissement per adattarsi alla nuova suddivisione intercomunale:
  - cinque comuni sono distaccati dall'arrondissement di Privas per essere annessi all'arrondissement di Tournon sur Rhône;
  - due comuni sono distaccati dall'arrondissement di Privas per essere uniti a quello di Largentière;
  - tre comuni sono distaccati dall'arrondissement di Tournon-sur-Rhône per essere uniti a quello di Largentière;
  - otto comuni sono distaccati dall'arrondissement di Tournon-sur-Rhône per essere uniti a quello di Privas.[6]